# Omaka par
För andra betydelser, se Omaka par (olika betydelser).
Omaka par (originaltitel: The Odd Couple) är en komedipjäs, skriven av Neil Simon. Den handlar om två män som delar lägenhet, den ena är pedant och den andre är en riktig slarver. Detta ger upphov till konflikter och det hela urartar i fullständigt kaos.
Pjäsen hade premiär på Broadway i New York 1965.

## Pjäsen i Sverige
I Sverige spelades pjäsen redan på 1960-talet med Carl-Gustaf Lindstedt och Jan Malmsjö i de två huvudrollerna och med Curt Masreliez, Gunnar Knas Lindqvist, Gunnar Nielsen, Sten Ardenstam, Gunvor Pontén och Helena Reuterblad i de övriga rollerna. För regin svarade Stig Ossian Ericson. 
På 1980-talet gjorde författaren Neil Simon en ny version av pjäsen och placerade två kvinnor i huvudrollerna.
På Maximteatern i Stockholm gjorde Lena Nyman och Birgitta Andersson succé som de två trätande väninnorna som inte kan samsas under samma tak. I Göteborg blev pjäsen en framgång med Laila Westersund som den slarviga Ulla och Eva Rydberg som den pedantiska Beatrice. På Helsingborgs stadsteater fick Eva Rydberg byta roll och spela slarvig, hennes pedantiska väninna spelades då av Birgit Carlstén. 2005 spelade man upp den manliga versionen på Maximteatern, då med Ulf Brunnberg och Claes Månsson i huvudrollerna.

### Maxim 2005
Premiär 7 januari 2005.
| - Regi Anders Albien - Scenografi Bengt Peters - Kostym Inger Elvira Pehrsson - Mask och peruk Helene Norberg - Ljus Joachim Lantz - Ljud Hasse Andersson - Musik Anders Gustavsson | - Ulf Brunnberg - Oskar Madison - Claes Månsson - Felix Unger - Mats Bergman - Nisse - Ola Rundcrantz - Jalle - Micke Dubois - Bladh - Carl-Magnus Dellow - Welander - Petra Nielsen - Ynez - Birgitte Söndergaard - Julia |

## Andra versioner
Pjäsen låg till grund för filmen Omaka par från 1968 med Walter Matthau och Jack Lemmon, som i sin tur gav upphov till en TV-serie med samma namn med Jack Klugman och Tony Randall. En nyversion av TV-serien gjordes 2015–2017 med Matthew Perry och Thomas Lennon.